# 天门山寺

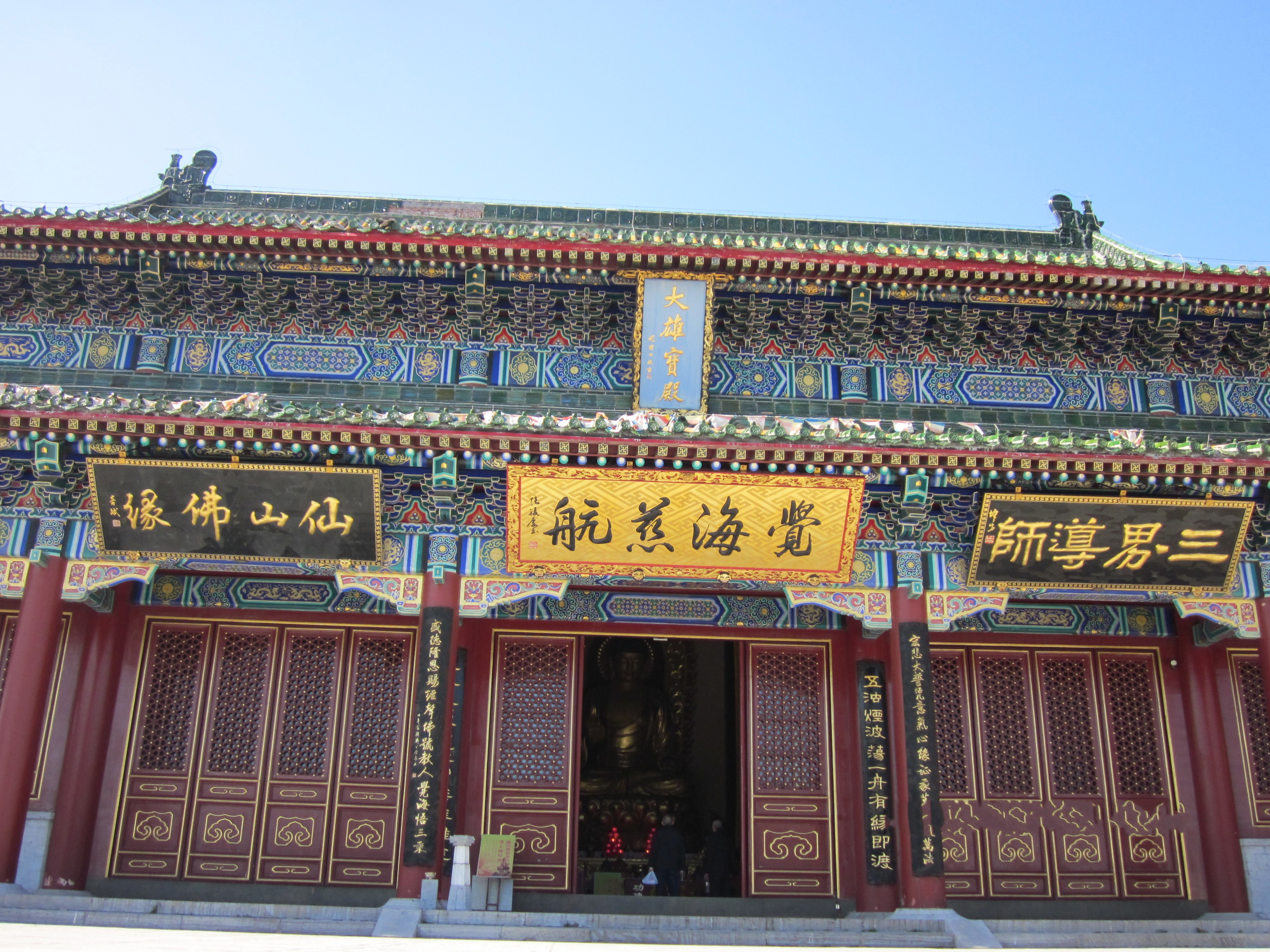
大雄宝殿。

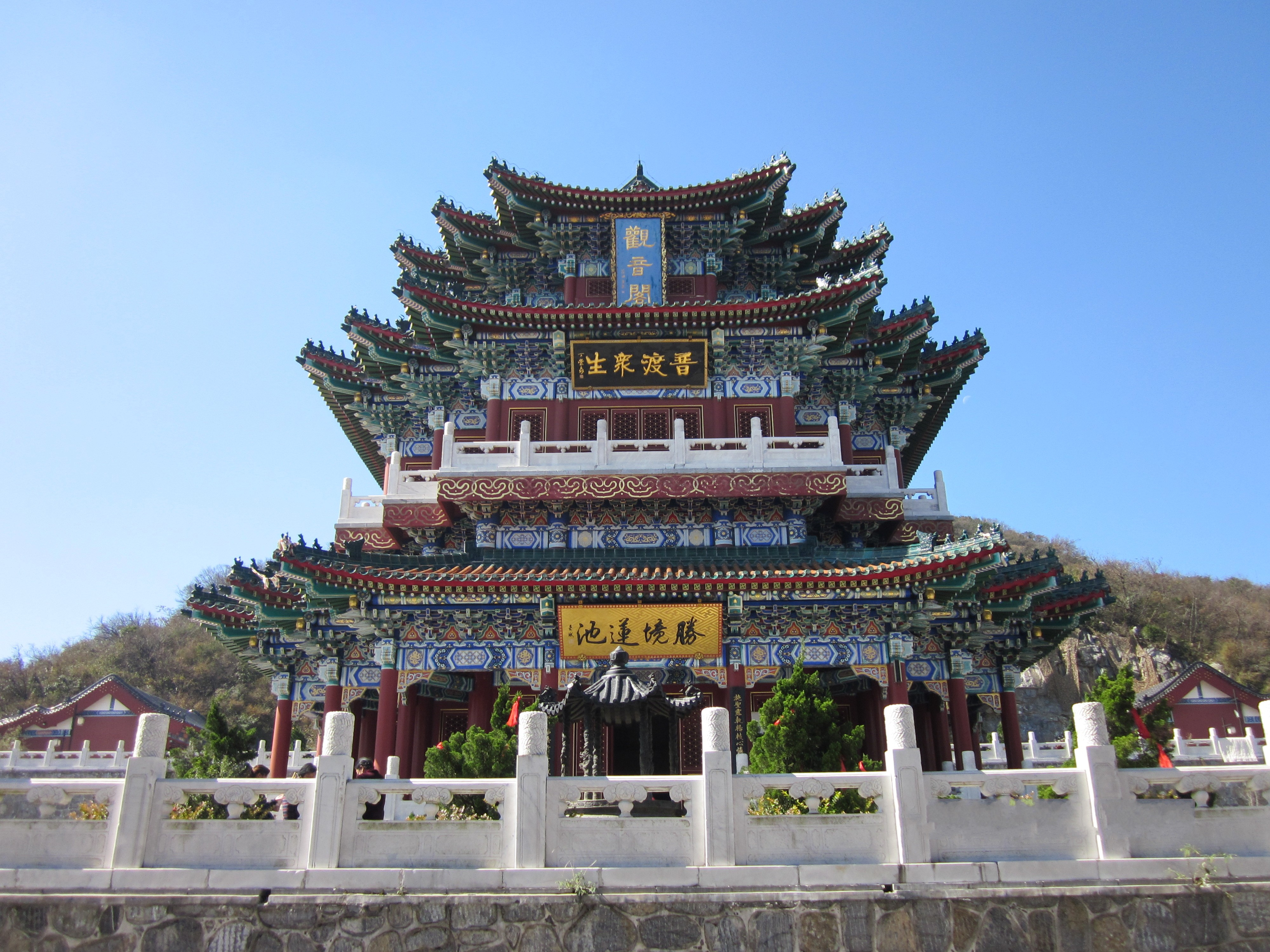
观音阁。

天门山寺，位于湖南省张家界市天门山，始建于唐朝的灵泉院，属汉传佛教禅宗六祖惠能青源行思法脉，被誉为“湘西第一仙山神寺”。

## 沿革
天门山寺，建造于唐朝灵泉院。后来被损毁。民国之后衰颓，仅仅剩下遗址。现在的天门山寺是在遗址之上重新建造的，使用清朝建筑风格建造而成。
2009年6月8日，天门山寺将尼泊尔蓝毗尼的释迦摩尼舍利子安放于此，此舍利子为湖南首枚，中国第五枚。

## 建筑
天门山寺占地2万平方米，为湖南省海拔最高的佛寺。建筑风格为北方风格，绿瓦红墙、斗拱飞檐、朱漆彩绘。

### 大雄宝殿
大雄宝殿台基高1.8米，总面积1038平方米。黄色琉璃瓦，白玉石栏杆，24根通天柱支撑，一层檐用单翅单昂五踩斗拱，二层檐用单翅重昂七踩斗拱，内外檐雕刻墨线大点金旋子彩画。

其内供奉三世佛，三世佛高4米，莲花座高1米，方墩须弥座高1.96米，总高度近7米。

### 观音阁
观音阁用三重檐十字脊，层层檐有十二个翼角，一层、二层用五踩斗拱，平座层用五踩品字科斗拱，三层檐用单翘重昂七踩斗拱，二层外用白玉石栏杆。

其内供奉观音。观音像为直立站像，身高9米，全高13米。

## 历代僧人和居士
天门山寺历朝历代名僧辈出，现任方丈怀梵。

### 五代后晋
周朴

### 元朝
张兑

### 明朝
李自成

李过

### 中华人民共和国
李娜（歌星）

## 图库

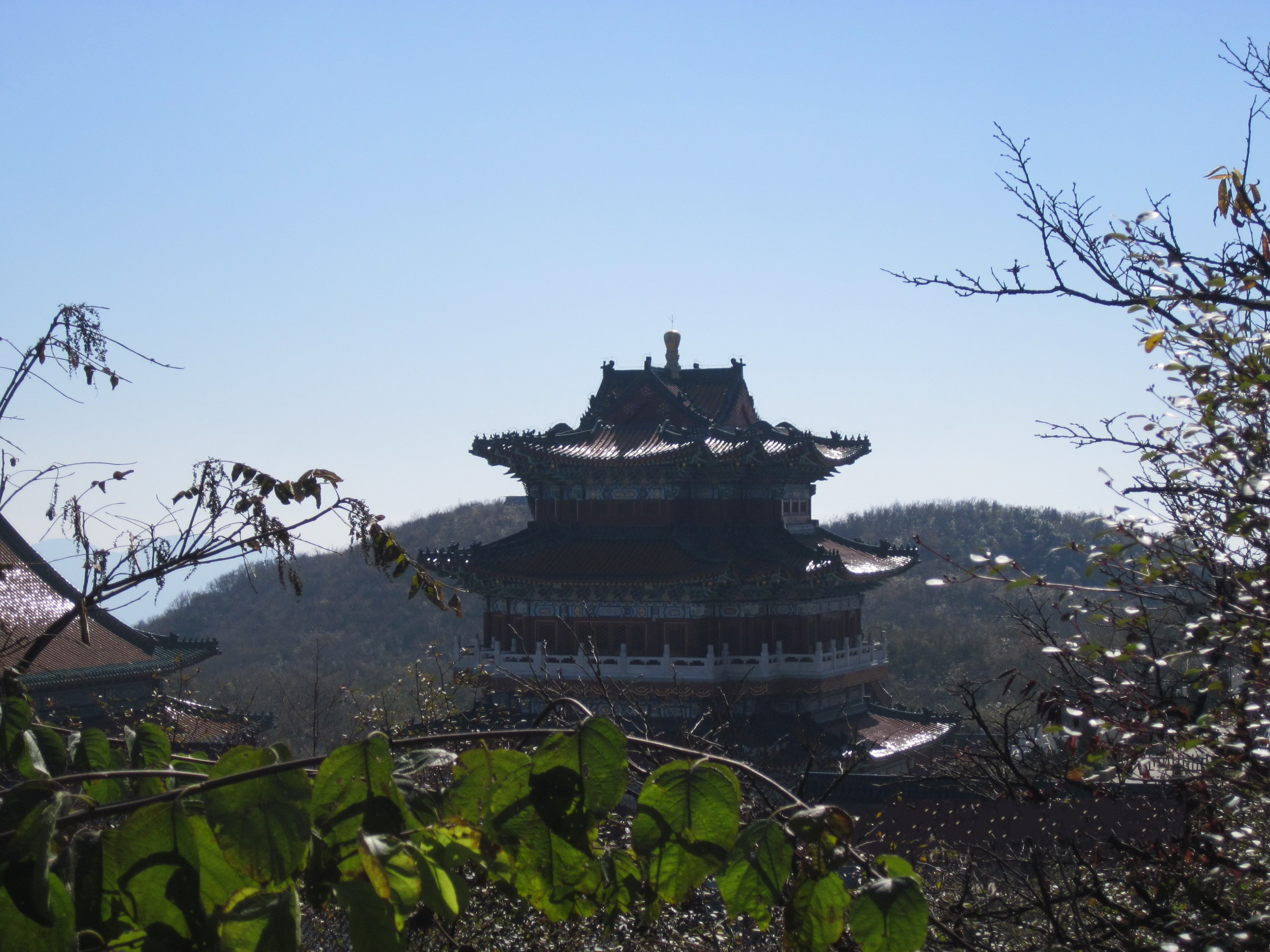
天门山寺。
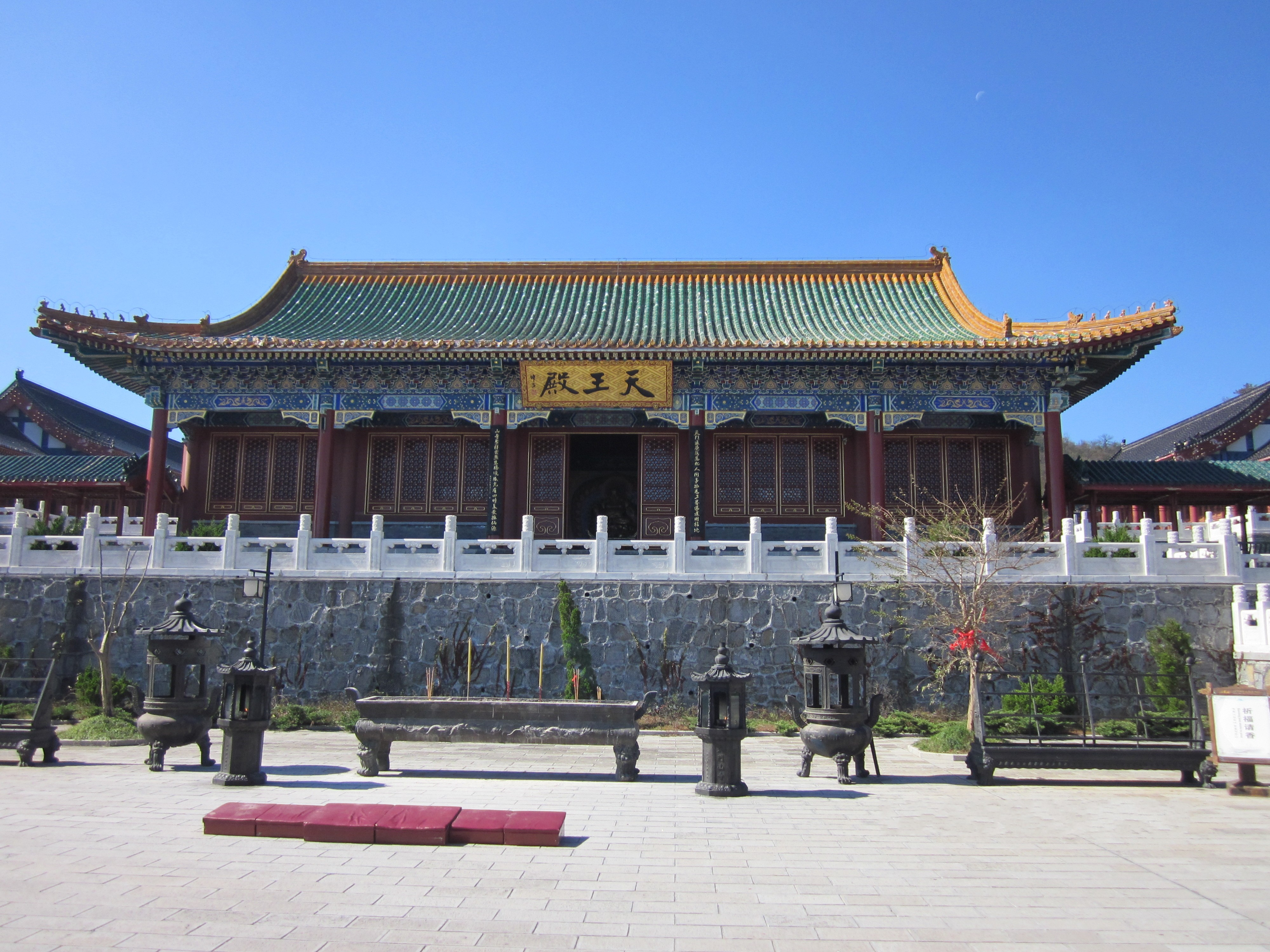
天王殿。
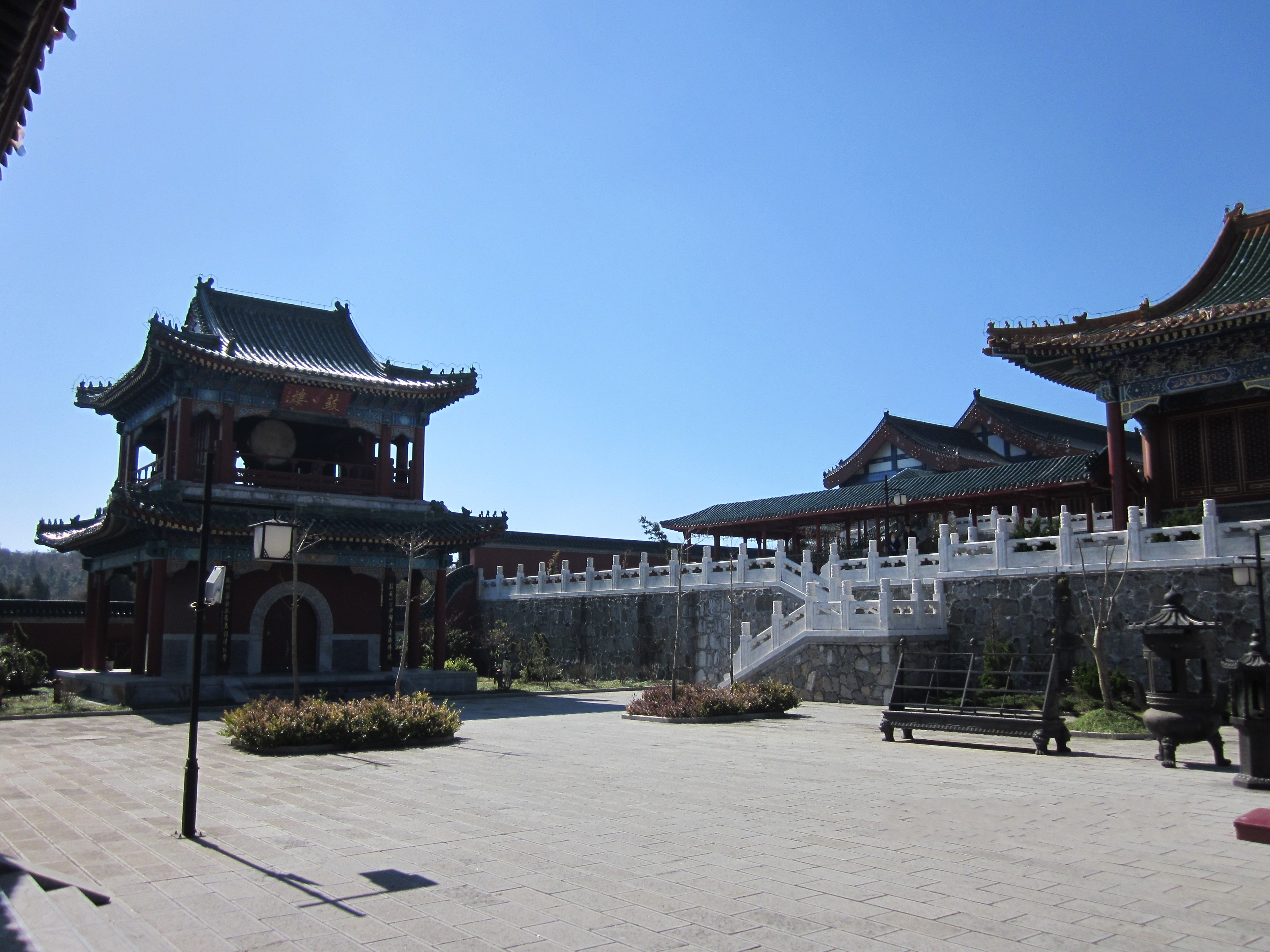
鼓楼。
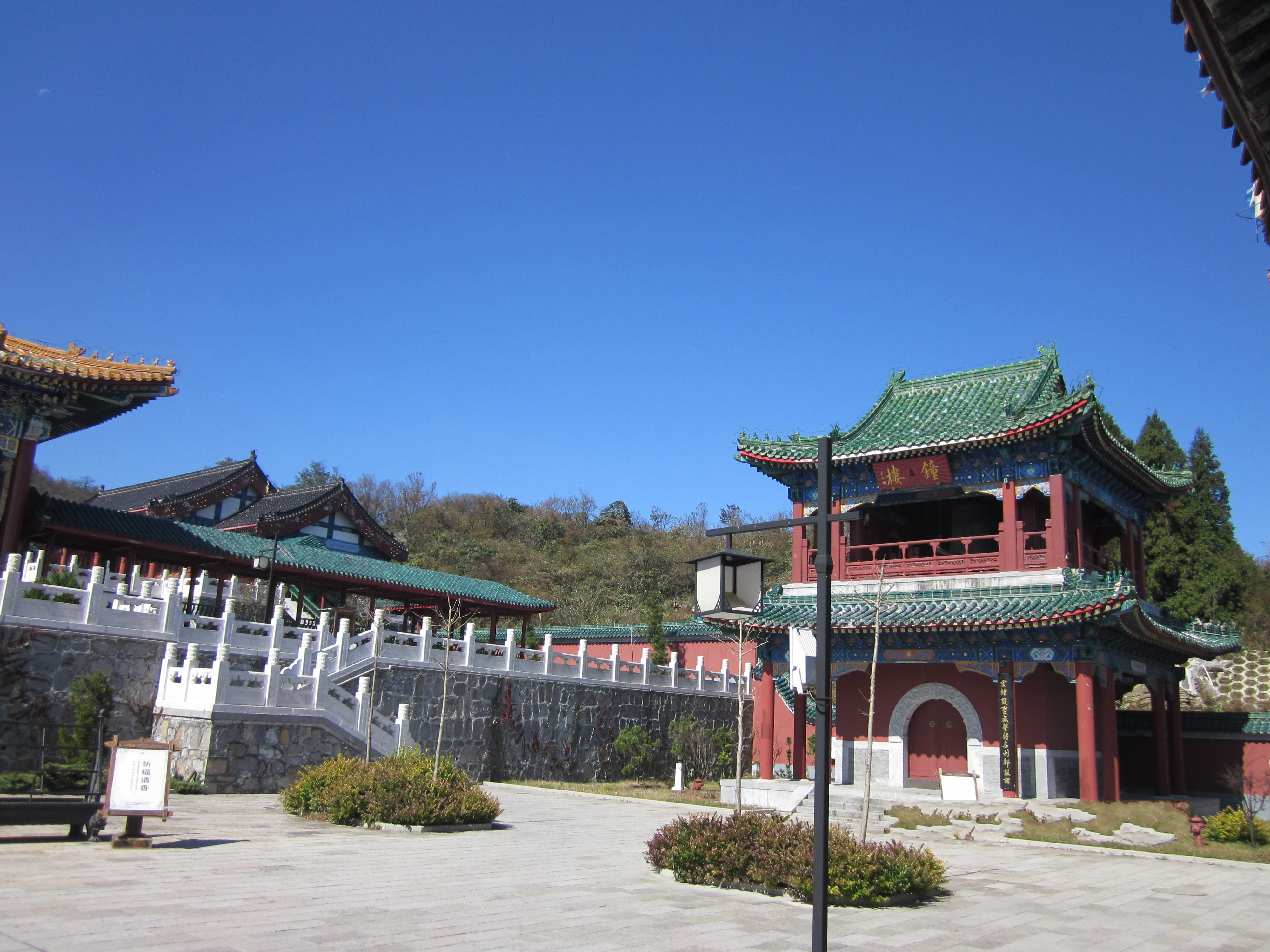
钟楼。
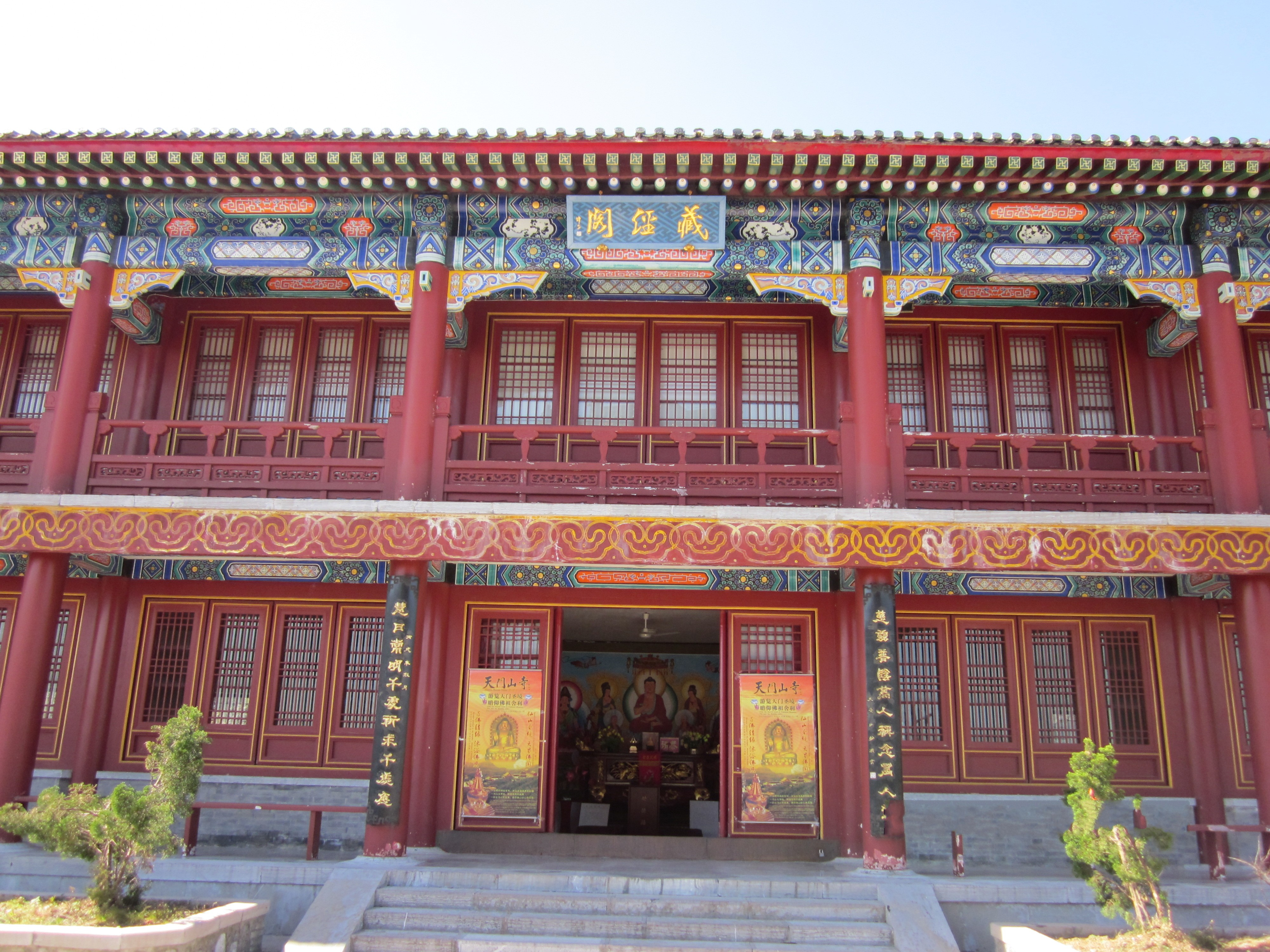
藏经阁。